# فاتاي الأشي
فاتاي الأشي (بالإنجليزية: Fatai Alashe)‏ (21 أكتوبر 1993 بساوثفيلد في الولايات المتحدة - ) هو لاعب كرة قدم أمريكي في مركز الوسط. شارك مع منتخب الولايات المتحدة تحت 23 سنة لكرة القدم. أما مع النوادي، فقد لعب مع سان خوسيه إيرثكويكس وCapital FC ‏ وريدينغ يونايتد إيسي.

## وصلات خارجية
- فاتاي الأشي على موقع الدوري الأمريكي (الإنجليزية)
- فاتاي الأشي على موقع قاعدة بيانات كرة القدم.إي يو (الإنجليزية)
- فاتاي الأشي على موقع Soccerway.com (الإنجليزية)
- فاتاي الأشي على موقع عالم كرة القدم.نت (الإنجليزية)
- فاتاي الأشي على موقع AS.com (الإسبانية)